# Sweet Revenge (serial televisivo)
Sweet Revenge (Tatlı İntikam) è un serial televisivo drammatico turco, trasmesso su Kanal D dal 26 marzo al 12 novembre 2016.
In Italia la serie è andata in onda su Fox Life dal 10 aprile 2017 al 5 gennaio 2018 in day-time.

## Trama
Pelin Soyhan è una giovane dietologa ricca e viziata, viene abbandonata all'altare dal suo fidanzato, Tolga. Pelin, convinta che sia colpa del karma, cercherà di ottenere il perdono del vecchio suo compagno universitario Sinan, a cui in passato aveva spezzato il cuore. Quest'ultimo, un tempo innamorato di lei, ne approfitterà per ottenere una dolce vendetta. 

## Episodi
| Stagione       | Episodi | Episodi | Prima TV | Prima TV  |
| Stagione       | Turchia | Italia  | Turchia  | Italia    |
| -------------- | ------- | ------- | -------- | --------- |
| Prima stagione | 30      | 82      | 2016     | 2017-2018 |

## Personaggi e interpreti
- Pelin Soyhan (episodi 1-30), interpretata da Leyla Lidya Tuğutlu, doppiata da Laura Amadei.
- Sinan Yılmaz / Tankut (episodi 1-30), interpretato da Furkan Andıç, doppiato da Sacha Pilara.
- Barış Demir (episodi 24-30), interpretato da İlker Kızmaz.
- Süheyla Soyhan (episodi 1-30), interpretata da Zeyno Günenç, doppiata da Anna Cugini.
- Meliha (episodi 1-30), interpretata da Ayşe Nil Şamlıoğlu, doppiata da Alessandra Chiari.
- Başak (episodi 1-30), interpretata da Hazal Türesan.
- Bülent (episodi 1-30), interpretato da Çağrı Çıtanak, doppiato da Gianluca Cortesi.
- Necip Uysal (episodi 1-30), interpretato da Bülent Seyran.
- Havva (episodi 1-30), interpretata da Elif Çakman.
- Simay (episodi 1-30), interpretata da Cemre Gümeli.
- Rıza Soyhan (episodi 1-30), interpretato da Kerem Atabeyoğlu, doppiato da Antonio Palumbo.
- Hakan (episodi 1-30), interpretato da Emre Taşkıran.
- Duygu (episodi 24-30), interpretato da Eylül Su Sapan.
- Ceyda (episodi 1-23), interpretato da Seren Deniz Yalçın, doppiata da Deborah Ciccorelli.
- Tolga (episodi 1-8), interpretato da Can Nergis.
- Zübeyr (episodi 1-30), interpretato da Gürsu Gür.
- Serkan (episodi 1-23), interpretato da Barış Gönenen, doppiato da David Vivanti.
- Bengisu (episodi 1-30), interpretata da Alya İydiş.
- Rüzgar Sürer (episodi 1-20), interpretata da Büşra Develi.
- Turgut (episodi 1-23), interpretato da Toygun Ateş.
- Duygu (episodi 1-23), interpretata da Deniz Özerman.
- Kapıcı (episodio 1), interpretato da Ahmet Arıman.
- Avukat (episodio 23), interpretato da Erol Yavan.

## Produzione
La serie è creata da Pınar Ordu e İlker Arslan, diretta da Barış Erçetin, scritta da Kerem Deren, Pinar Bulut e prodotta da D Productions.

### Riprese
La serie è stata girata a Istanbul, in particolare nel quartiere di Eminönü.

## Distribuzione
| Paese      | Rete televisiva | Titolo locale      | Prima TV locale  |
| ---------- | --------------- | ------------------ | ---------------- |
| Turchia    | Kanal D         | Tatlı İntikam      | 26 marzo 2016    |
| Italia     | Fox Life        | Sweet Revenge      | 10 aprile 2017   |
| Albania    | Tring TV        | Hakmarrje e Ëmbël  |                  |
| Pakistan   | Urdu 1          | Ek Haseen Inteqaam |                  |
| Portogallo | SIC Caras       | Sweet Revenge      | 11 novembre 2024 |

## Riconoscimenti
Premio Altın Kelebek
- 2016: Candidatura come Miglior serie comica per Sweet Revenge (Tatlı İntikam)[11]
- 2016: Candidatura come Miglior attrice comica a Leyla Lydia Tuğutlu[11]
- 2016: Candidatura come Miglior attore comico a Furkan Andıç[11]
- 2016: Premio come Miglior coppia della serie a Leyla Lydia Tuğutlu e Furkan Andıç[12]